# David Boriau
David Boriau, né le 19 juin 1977 à Godarville (province de Hainaut), est un scénariste de bande dessinée et de manga belge. Également connu sous le pseudonyme Miki Mākasu.

## Biographie
David Boriau naît le 19 juin 1977 à Godarville,. Après ses humanités, il suit en 1996, une année à l'Institut des arts de diffusion (IAD) à Louvain-la-neuve. Il commence dans la bande dessinée en tant que scénariste d'histoires courtes pour les magazines Lanfeust Mag, pour les dessinateurs Nicolas Van de Walle et Dipi alias Dimitri Piot, et Spirou. Ce dernier hebdomadaire lui permet de faire une rencontre marquante avec le dessinateur Goum pour lequel il écrit des strips et des jeux avec l'extraordinaire Monsieur M pour lequel il crée un blog ainsi que l'histoire courte Meurtre au muséum en 2007. Ainsi, après avoir fait ses premières armes, il se lance avec lui au dessin, sur un one shot dans la collection « KSTR » aux éditions Casterman, Passages Secrets, un récit fantastique,,,. Ensuite, il en écrit un autre, toujours avec le même dessinateur, aux éditions Physalis : Harlem sur la route du diable qui revient sur la légende qui entoure le bluesman américain Robert Johnson en mars 2014. Une légère bifurcation conduit Goum et David Boriau dans l'animation et ils créent la série Abracadabra en cours de production chez Vivifilm et 2Minutes. Puis, il reprend la route de l'édition et signe un projet cross-média avec Steven Dhondt alias Stedho au dessin chez Comicstarter, Obscurcia qui conte l’histoire d’une quête dans un monde peuplé de souvenirs, de monstres gigantesques et de doudous oubliés, d’un rite de passage, celui de l’enfance au monde adulte, (Delcourt, 3 tomes, 2018-2019) et une série avec Grelin Nara, Inferni,, aux Éditions Jungle. Dans la même année, il signe une série avec José Garcia, Death Road, et lance son premier manga avec Oto-san au dessin : Double.Me, aux Éditions Ankama sous le pseudonyme Miki Mākasu.
Il écrit Métanoïde, pour le dessinateur Nuno Plati aux éditions Glénat ainsi qu'une dystopie avec la série Halo Watch pour le dessinateur Stivo Chopin dont le premier tome Le Secret d’Idilty paraît aux éditions Jungle en 2020.
En 2022, il lance avec le dessinateur Man Luo le premier tome de la série jeunesse La Bibliothèque des vampires, dans la collection « Tcho ! La Collec... » aux éditions Glénat et la même année pour l'illustratrice Anne-Sophie Doucet, il signe Ma vague,, aux éditions Jungle.
À nouveau avec le dessinateur Goum, ils lancent la série fantastique à destination de la jeunesse La Fabrique des rêves dont le premier volume est publié aux éditions Le Lombard en 2023,.
Il retrouve Steven Dhondt pour qui il écrit un western intitulé Wanted, portrait de sang publié dans la collection « Drakoo Fantasy » aux éditions Drakoo en 2023,,,.
En 2024, il écrit le scénario d'un one shot intitulé Julia la seule pour Yuna Park publié par les éditions Dupuis. Le récit met en scène Julia dotée de pouvoirs surnaturels et son arrivée dans un nouveau lycée.

### Vie privée
David Boriau vit à Falisolle en Belgique,, tout comme Lambil.

## Œuvres

### Albums de bande dessinée

#### Passages secrets
- Passages secrets[2],[8],[9], Casterman, coll. « KSTR », Bruxelles, 12 janvier 2011
Scénario : David Boriau - Dessin et couleurs : Goum -  (ISBN 978-2-203-01418-3)

#### Harlem sur la route du diable
- Harlem sur la route du diable[10], Physalis, Bois-Guillaume, 2 octobre 2014
Scénario : David Boriau - Dessin et couleurs : Goum -  (ISBN 9782366400465)

#### Inferni
- Héritage[13],[14], Éditions Jungle, Paris, 22 mars 2017
Scénario : David Boriau - Dessin et couleurs : Grelin -  (ISBN 9782822214247)

#### Death road
- Death road[15], Ankama Éditions, Roubaix, 21 avril 2017
Scénario : David Boriau - Dessin et couleurs : José García -  (ISBN 979-10-33504-27-6)

#### Double.Me
- 1. Tome 1[16],[17], Ankama, Roubaix, 16 juin 2017
Scénario : Miki Mākasu - Dessin : Oto-san - Couleurs : noir et blanc -  (ISBN 9791033504283),Format manga.
- 2. Tome 2, Ankama, Roubaix, 16 février 2018
Scénario : Miki Mākasu - Dessin : Oto-san - Couleurs : noir et blanc -  (ISBN 9791033505280),Format manga
- 3. Tome 3, Ankama, Roubaix, 22 février 2019
Scénario : Miki Mākasu - Dessin : Oto-san - Couleurs : noir et blanc -  (ISBN 9791033505464),Format manga
- 4. Tome 4, Ankama, Roubaix, 22 novembre 2019
Scénario : Miki Mākasu - Dessin : Oto-san - Couleurs : noir et blanc -  (ISBN 9791033509578),Format manga
- 5. Tome 5, Ankama, Roubaix, 23 avril 2021
Scénario : Miki Mākasu - Dessin : Oto-san - Couleurs : noir et blanc -  (ISBN 9791033512578),Format manga

#### Obscurcia
- 1. Chapitre 1[36], Delcourt, Paris, 12 septembre 2018
Scénario : David Boriau - Dessin : Steven Dhondt - Couleurs : Yoann Guillo -  (ISBN 978-2-413-00014-3)
- 2. Chapitre 2[37], Delcourt, Paris, 16 janvier 2019
Scénario : David Boriau - Dessin : Steven Dhondt - Couleurs : Yoann Guillo -  (ISBN 978-2-413-00015-0)
- 3. Chapitre 3[11],[12],[38], Delcourt, Paris, 10 avril 2019
Scénario : David Boriau - Dessin : Steven Dhondt - Couleurs : Yoann Guillo -  (ISBN 978-2-413-01841-4)

#### Métanoïde
- Métanoïde[18],[19], Glénat, Grenoble, 8 janvier 2020
Scénario : David Boriau - Dessin et couleurs : Nuno Plati -  (ISBN 978-2-344-03110-0)

#### Holowatch
- 1. Le Secret d’Idilty[20],[39], Jungle, Paris, 1 octobre 2020
Scénario : David Boriau - Dessin et couleurs : Stivo Chopin -  (ISBN 978-2-8222-3041-4)

#### La Bibliothèque des vampires
- 1. Tome 1[21],[22], Glénat, coll. « Tcho ! La Collec... », Grenoble, 14 septembre 2022
Scénario : David Boriau - Dessin et couleurs : Man Luo -  (ISBN 9782344046265)

#### Ma vague
- Ma vague[23],[24],[25],[40], Jungle, Paris, 6 octobre 2022
Scénario : David Boriau - Dessin et couleurs : Soann -  (ISBN 9782822237895)

#### La Fabrique des rêves
- 1. Tome 1[41], Le Lombard, Bruxelles, 9 juin 2023
Scénario : David Boriau - Dessin et couleurs : Goum -  (ISBN 9782803676620)
- 2. Tome 2[42], Le Lombard, Bruxelles, 29 novembre 2024
Scénario : David Boriau - Dessin et couleurs : Goum -  (ISBN 978-2-8036-8041-2)

#### Wanted, portrait de sang
- Wanted, portrait de sang[28],[29],[30],[31], Drakoo, coll. « Drakoo Fantasy », Aix-en-Provence, 28 juin 2023
Scénario : David Boriau - Dessin et couleurs : Steven Dhondt -  (ISBN 978-2-382-33138-5)

#### Julia la seule
- Julia la seule[43],[44],[45], Dupuis, Marcinelle, 27 septembre 2024
Scénario : David Boriau - Dessin et couleurs : Yuna Park -  (ISBN 979-10-34765-93-5)

### Collectifs
- La BD de l'Avent, Le Lombard, Bruxelles, 27 septembre 2024
Scénario : collectif dont David Boriau - Dessin : collectif - Couleurs : quadrichomie -  (ISBN 9782808214407)

#### Livres
: document utilisé comme source pour la rédaction de cet article.
- Jacques Fiérain, « Boriau, David », dans La BD dans la province du Hainaut, Charleroi, Éd. l'Âge d'or, septembre 2006, 96 p., ill. ; 31 cm (ISBN 9782960046458 et 2960046455, OCLC 469651838, présentation en ligne), p. 49. .
- Philippe Mellot, Michel Denni, Laurent Turpin et Isabelle Morzadec, Trésors de la bande dessinée : BDM 2025-2026 - Catalogue encyclopédique et Argus, Paris, Les Arènes, novembre 2024, 24e éd., 1839 p., ill. ; 23 cm (ISBN 979-10-37512-61-1, OCLC 1478218824, présentation en ligne), p. 161, 408, 524, 646, 674, 706, 907, 924, 1017, 1058, 1612. .

#### Articles
- David Boriau (interviewé par Alexis Seny), « David Boriau : « Peu importe le degré de fantaisie, d’improbable, il faut tout faire pour qu’on y croie! » », Branchés Culture,‎ 15 septembre 2017 (lire en ligne, consulté le 19 août 2023).
- David Boriau (interviewé par Alexis Seny), « David Boriau et l’odyssée d’Obscurcia : « Si j’avais fait Toy Story, certains jouets ne bougeraient plus tellement on les a laissés à l’abandon » », Branchés Culture,‎ 3 mai 2019 (lire en ligne, consulté le 19 août 2023).
- « Rencontre avec David Boriau, scénariste de BD franco-belge ! », sur saint-exupery-chaumont-en-vexin.ac-amiens.fr, 1er novembre 2019 (consulté le 19 août 2023).

### Vidéographie
- [vidéo] « Goum et Boriau en interview pour planetebd com », sur YouTube